# Ko Itakura
Ko Itakura (født 27. januar 1997) er en japansk fodboldspiller.
Han har spillet for flere forskellige klubber i sin karriere, herunder Kawasaki Frontale og Vegalta Sendai.